# Big TV
Big TV var en svensk TV-kanal som inledde sina sändningar den 23 januari 2006. Den 13 oktober 2006 försattes Big TV i konkurs. Programutbudet riktades till ungdomar och producerades av svenska programledare, enligt kanalen själv. Den mesta av sändningstiden ägnades, i likhet med konkurrenterna ZTV, The Voice TV och MTV åt musikvideor.

## Utbud
VD för kanalen var under en period Clas Dahlén och kanalens främsta finansiär var islänningen Sigurjón Sighvatsson. De främsta intäkterna skulle till en början komma från reklam och sponsorintäkter. Tittarna uteblev dock eftersom kanalen hade svårt att få distribution i de mindre kabelnäten samt i det digitala marknätet. Kanalen bytte också VD:ar i rask takt.
Innehållet i Big TV kretsade mycket kring musikvideor, svenskproducerat material och material producerat av tittarna, bland annat i form av videodagböcker, vloggar. Bland annat skulle Henrik Eriksson och Markus Larsson från ZTV synas som programledare i kanalen. Andra program i kanalen var animeserien Love Hina och skräckfilmer. Sommaren 2006 lades de flesta av kanalens egenproduktioner ner av ekonomiska skäl. Musikvideor och videodagböcker från tittarna fick istället mer sändningstid.

## Historik

### Lansering
Planerna presenterades i fackpressen i september 2005. Den 9 november meddelade Com Hem att de skulle sända kanalen från start och att den efter årsskiftet skulle ingå i deras Medium- och Large-paket. Någon vecka efter att Com Hem meddelat distribution av kanalen stod det klart att även Canal Digital skulle distribuera kanalen via satellit i sitt "Familjepaketet". Big TV hade tidigare under hösten ansökt hos Radio- och TV-verket om sändning av kanalen i det digitala marknätet. Sedan starten har Big TV även streamats på Internet.

### Förseningar av starten
Kanalens sändningsstart skulle ursprungligen varit i december 2005, men den sköts emellertid upp och kanalen kunde lanseras den 23 januari 2006. Den 23 februari 2006 meddelades vilka som skulle få de tillstånd för marksänd digital-TV och Big TV blev utan. Efter det kämpade kanalen för att få distribution hos de större operatörerna som dock ansåg att kanalen inte var tillräckligt intressant för att locka tittare.

### Konkurs
I november 2005 rapporterade branschtidningen Dagens Media om att kanalens ägarbolag (Entertainment Media Scandinavia) hade ansökningar om betalningsförelägganden hos kronofogden på sammanlagt 281 750 kronor, bland annat från webbdesignföretaget Houdini Creations som skapat Big TV:s webbplats. 
Den 13 oktober 2006 försattes Big TV i konkurs.